# Tour de France für Automobile 1969

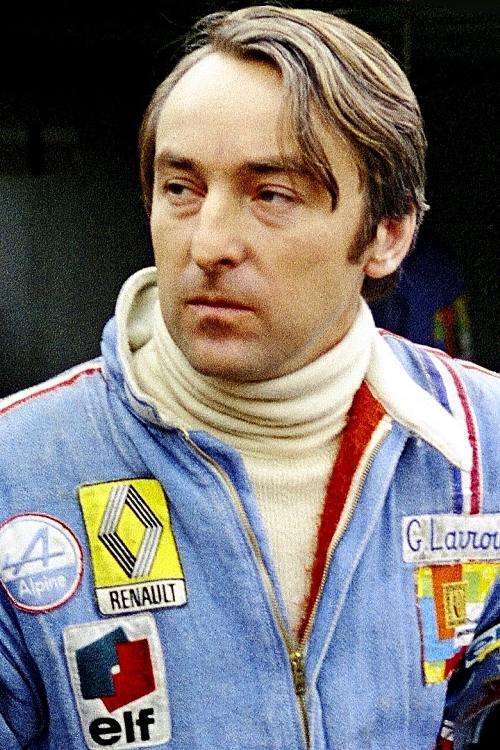
Rennsieger Gérard Larrousse; hier bei einem Formel-2-Rennen in Zolder 1975

Die Tour de France für Automobile 1969 wurde als Etappenrennen für Automobile vom 18. bis 26. September in Frankreich, Belgien und Deutschland ausgetragen.

## Das Rennen
Nach fünf Jahren Pause – die letzte Tour Auto war 1964 ausgefahren worden – fand 1969 wieder ein Etappenrennen quer durch Frankreich statt. Der Automobile Club de France hatte ein neues Reglement entwickelt. Es gab nur mehr eine Gesamtwertung, darunter aber Klassensieger in vier Klassen – Sportprototypen, Gran-Turismo-Wagen, Spezialtourenwagen und Serientourenwagen. 
Die Tour startete in ihrem traditionellen Startort Nizza und führte über die Etappenorte Nancy, Reims, Dieppe, Vichy und Albi nach Biarritz. 4936 km und 20 Wertungsprüfungen mussten die Teilnehmer absolvieren. Zu den Rundenstreckenrennen am Nürburgring, in Spa, Reims, Rouen, Le Mans, Clermont-Ferrand und Nogaro kamen Bergprüfungen. 106 Fahrzeuge nahmen in Nizza das Rennen auf, 49 erreichten das Ziel in Biarritz.  
Die Gesamtwertung gewannen die beiden Franzosen Gérard Larrousse und Maurice Gélin auf einem Porsche 911R. Die Damenwertung sicherten sich Marie-Claude Charmasson und Michèle Dubosc auf einem Chevrolet Camaro.

## Ergebnisse

### Schlussklassement
| 1           | P 2.0     | 181 | Porsche System       | Gérard Larrousse Maurice Gélin             | Porsche 911R            | 14:25:51,900 |
| 2           | GT + 2.0  | 143 | Greder Racing Team   | Henri Greder André Vigneron                | Chevrolet Corvette      | 14:36:35,300 |
| 3           | SpT 2.0   | 84  | Sonauto              | Guy Chasseuil Christian Baron              | Porsche 911             | 14:37:47,300 |
| 4           | GT 2.0    | 121 | Sonauto              | Claude Ballot-Léna Jean-Claude Morénas     | Porsche 911T            | 14:59:46,400 |
| 5           | GT 2.0    | 122 |                      | Jean Égreteaud Guy Rolland                 | Porsche 911T            | 15:14:39,200 |
| 6           | SpT + 2.0 | 93  | Ford France          | Jean-François Piot José Behra              | Ford Capri 2300 RS      | 15:19:31,400 |
| 7           | P 2.0     | 177 |                      | René Mazzia Jean-Pierre Bodin              | Porsche 911R            | 15:54:26,000 |
| 8           | SpT 1.6   | 69  | SOFAR                | Guy Verrier N. Pompannon                   | Alfa Romeo GTA          | 15:58:58,700 |
| 9           | GT 1.3    | 112 |                      | Jean Maurin René N'Guyen Du                | Alpine A110 1300S       | 16:05:22,300 |
| 10          | SpT 2.0   | 81  |                      | Pierre Portier Joseph Bourdon              | Porsche 911             | 16:19:10,100 |
| 11          | T + 2.0   | 44  | Greder Racing Team   | Marie-Claude Charmasson Michèle Dubosc     | Chevrolet Camaro        | 16:21:32,000 |
| 12          | GT 2.0    | 131 |                      | Georges Alexandrovitch Bernard Pujos       | Porsche 911S            | 16:21:58,000 |
| 13          | GT 2.0    | 124 |                      | Henri Perrier Paul Justamond               | Porsche 911T            | 16:23:36,000 |
| 14          | SpT 1.3   | 57  | BLMC                 | Paddy Hopkirk T. Nash                      | Mini Cooper S           | 16:34:09,000 |
| 15          | P 1.3     | 154 |                      | J. P. Hoepfner Pierre Soukry               | Alpine                  | 16:40:26,000 |
| 16          | GT 1.3    | 105 |                      | Roland Charrière Jean-Pierre Castel        | Alpine A110 1300S       | 16:41:11,000 |
| 17          | P + 2.0   | 193 |                      | Roger Lamoral Jacques Savoye               | Morgan Plus 8           | 16:41:34,000 |
| 18          | GT 2.0    | 132 |                      | Jean-Georges Branche Robert Jullien        | Porsche 911S            | 16:46:59,000 |
| 19          | SpT 1.3   | 59  |                      | Roland Imbert G. Deneux                    | Alfa Romeo GTA Junior   | 16:53:37,000 |
| 20          | TS 2.0    | 83  |                      | J. Lemaître Henry Cherruy                  | Porsche 911             | 16:56:50,000 |
| 21          | T + 2.0   | 38  | Ford France Garino   | Jean-Claude Gamet Louis Juillard           | Ford Capri              |              |
| 22          | T 2.0     | 31  |                      | Nicolas Koob O. Kridel                     | BMW 2002                |              |
| 23          | T 2.0     | 38  | SOFAR                | Jean-Pierre Barailler Murac                | Alfa Romeo 1750 Berlina |              |
| 24          | T 1.3     | 10  |                      | Julien Vernaeve I. Michielsen              | Mini Cooper S           |              |
| 25          | TS 2.0    | 76  |                      | Gérard Sevaux “Mendola”                    | BMW 2002 TI             |              |
| 26          | TS 1.6    | 24  |                      | Alain Junguenet Desagnat                   | Alfa Romeo GTV          |              |
| 27          | P + 2.0   | 190 |                      | Francine Warein Françoise Brun             | Triumph TR6             |              |
| 28          | T 1.3     | 12  | BLMC                 | B. Culcheth Syer Johnstone                 | Mini Cooper S           |              |
| 29          | P 1.3     | 157 |                      | Raymond Pontier C. Guirande                | CG                      |              |
| 30          | T 2.0     | 33  |                      | Guy De Paix De Coeur Lefebvre              | Opel Rekord Sprint      |              |
| 31          | T 1.3     | 9   | J. Ragaz             | J. Ragaz J. Sabathier                      | Renault R8              |              |
| 32          | T 1.6     | 21  |                      | Claude Buchet Hervé Guyomart               | Porsche 912             |              |
| 33          | T 2.0     | 156 |                      | Bernard Ficot Archenault                   | Alfa Romeo 1750 GTV     |              |
| 34          | T 1.6     | 19  |                      | Pierre Lelong M. Laute                     | Alfa Romeo GTV          |              |
| 35          | T 1.6     | 22  |                      | Georges Long J. M. Currien                 | Porsche 912             |              |
| 36          | T 2.0     | 29  |                      | Jacques Diebolt Alain Arnaud               | Opel Kadett             |              |
| 37          | T 1.3     | 8   | J. Pin               | J. Pin Daniel Brillat                      | Renault R8              |              |
| 38          | T + 2.0   | 36  |                      | Martial Delalande Gaby Peres               | Ford Capri              |              |
| 39          | T + 2.0   | 46  |                      | Georges Houel M. Fontaine                  | Chevrolet Camaro        |              |
| 40          | TS 1.6    | 70  |                      | Nadine Chevalley Colette Burlet            | BMW 1600 TI             |              |
| 41          | TS 1.3    | 11  | C.E.I.D.A. NSU       | Bernard Darniche B. Demange                | NSU 1000TT              |              |
| 42          | TS 1.6    | 17  |                      | C. Noelle Karlheinz Herrmann               | Alfa Romeo GTV          |              |
| 43          | P 1.3     | 151 |                      | Claude Laurent Jacques Marché              | DAF 55                  |              |
| 44          | P 1.6     | 18  |                      | C. Pellae A. Bot                           | Alfa Romeo GTV          |              |
| 45          | SpT 2.0   | 26  |                      | C. Ciocchi J. L. Billard                   | Audi Super 90           |              |
| 46          | T 850     | 2   |                      | Jean Mésange Peurey                        | Fiat 850S               |              |
| 47          | T 1.3     | 6   | C.E.I.D.A. NSU       | Claude Swietlik Couturier                  | NSU 1000TT              |              |
| 48          | T 1.6     | 16  |                      | B. Tybou J. Raudant                        | Simca 1501S             |              |
| 49          | GT 1.3    | 108 |                      | Jacques Henry Fred Stalder                 | Alpine A110 1300S       |              |
| Ausgefallen |           |     |                      |                                            |                         |              |
| 50          | GT 1.3    |     |                      | Jean-Claude Lefèbvre Alain Quevreux        | Alpine A110 1300S       |              |
| 51          | GT 1.3    |     |                      | Michel Jullien Rene Dion                   | Alpine A110 1300S       |              |
| 52          | T 850     | 1   |                      | Jean-Pierre Salomé C. Wanner               | Honda N600              |              |
| 53          | T 850     | 3   |                      | A. Goubert Jean Clement                    | Fiat 850                |              |
| 54          | T 1.3     | 5   | Paul Flament         | Paul Flament Leporc                        | NSU 1000TT              |              |
| 55          | T 1.3     | 7   | R. Chifflot          | R. Chifflot J. C. Maudhuy                  | Renault R8              |              |
| 56          | T 1.6     | 20  |                      | Yves Breteau Jean-Paul Agere               | Ford Escort TC          |              |
| 57          | T 1.6     | 23  |                      | Emile Holvoet „Sylvio“                     | Alfa Romeo Giulia Super |              |
| 58          | T 2.0     | 25  |                      | Jean-Marie Jacquemin Norbert van Huffel    | Alfa Romeo              |              |
| 59          | T 2.0     | 28  |                      | P. Bouchet P. Ligonnet                     | Alfa Romeo 1750         |              |
| 60          | T 2.0     | 30  |                      | Paul Metternich Wittigo von Einsiedel      | BMW 2002                |              |
| 61          | T 2.0     | 35  |                      | Lionel Raudet Bernard Pasquier             | Alfa Romeo 1750 Berlina |              |
| 62          | T + 2.0   | 39  |                      | Emmanuel Charboneaux Henri-Bernard Zubléna | BMW 2500                |              |
| 63          | T + 2.0   | 40  |                      | Thierry Tillmant François Chevalier        | BMW 2500                |              |
| 64          | T + 2.0   | 41  |                      | Jean-Hugues Hazard Pierre Marx             | BMW 2500                |              |
| 65          | T + 2.0   | 42  |                      | Jean-Marc Massoneri J. Bouly               | BMW 2500                |              |
| 66          | T + 2.0   | 45  | Greder Racing Team   | Roland Hanser P. Colin                     | Opel Commodore GS       |              |
| 67          | SpT 1.3   | 56  | BLMC                 | John Handley Paul Easter                   | Mini Cooper S           |              |
| 68          | SpT 1.3   | 58  | Grafo                | Christine Beckers Michele Espinos          | Alfa Romeo GTA Junior   |              |
| 69          | TS 1.3    | 60  |                      | J. P. Gaillardon Ligneuil                  | Lancia Fulvia HF        |              |
| 70          | TS 1.3    | 61  | Jolly Club           | José Lencina Giuseppe Mariella             | Lancia Fulvia HF        |              |
| 71          | SpT 1.6   | 66  | Ford France Garino   | Hervé Bayard M. Cresson                    | Ford Escort TC          |              |
| 72          | SpT 1.6   | 67  |                      | Guy Clarou Simon Sigala                    | Alfa Romeo GTA          |              |
| 73          | SpT 2.0   | 77  |                      | Marie-Pierre Palayer Ginette Derolland     | BMW 2002 TI             |              |
| 74          | SpT 2.0   | 78  |                      | Maurice van der Bruwaene André Buge        | Volvo 142               |              |
| 75          | SpT 2.0   | 79  |                      | Alain Grand G. Molina                      | BMW 2002 TI             |              |
| 76          | SpT 2.0   | 80  |                      | Pierre Maublanc D. Dreyfus                 | BMW 2002 TI             |              |
| 77          | SpT 2.0   | 82  |                      | Jean Sage Michel Viollet                   | Porsche 911             |              |
| 78          | SpT 2.0   | 85  | Jean-Pierre Gaban    | Hughes de Fierlant Christian Delferrier    | Porsche 911S            |              |
| 79          | SpT + 2.0 | 91  | Ford-Werke AG        | Dieter Glemser Klaus Kaiser                | Ford Capri 2300         |              |
| 80          | SpT + 2.0 | 92  | Ford-Werke AG        | Tim Schenken Adolf Klapproth               | Ford Capri 2300         |              |
| 81          | SpT + 2.0 | 94  |                      | M. Roussin Armand de Boissieu              | BMW 2500                |              |
| 82          | GT 1.3    | 103 |                      | Jean Maurin Michel Nicol                   | Alpine A110 1300S       |              |
| 83          | GT 1.3    | 104 |                      | Jean-Claude Monin “Sylvain”                | Alpine A110 1300S       |              |
| 84          | GT 1.3    | 106 |                      | Jean-Claude Andruet Michel Vial            | Alpine A110 1300S       |              |
| 85          | GT 1.3    | 107 |                      | Aimé Dirand Guy Fréquelin                  | Alpine A110 1300S       |              |
| 86          | GT 1.3    | 109 |                      | Alfred Krause Dominique Thiry              | Alpine A110 1300S       |              |
| 87          | GT 2.0    | 125 |                      | André Wicky Bernard Chenevière             | Porsche 911T            |              |
| 88          | GT 2.0    | 126 |                      | Jean-Claude Lagniez Eon                    | Porsche 911T            |              |
| 89          | GT 2.0    | 130 |                      | J. Hulsman S. Milpas                       | Porsche 911S            |              |
| 89          | GT + 2.0  | 142 | Jean-Pierre Hanrioud | Jean-Pierre Hanrioud Jean-Claude Syda      | Ferrari 275 GTB/C       |              |
| 90          | GT + 2.0  | 144 |                      | Louis Cosson Jacques Weiprecht             | Ford Mustang            |              |
| 91          | P 1.3     | 152 |                      | C. de Carne R. Perron                      | CG                      |              |
| 92          | S 1.3     | 153 |                      | Christian Avril Roger Alves                | Alpine A110 1300S       |              |
| 93          | S 1.3     | 155 |                      | Patrick Champin Pierre Madelaine           | Jidé                    |              |
| 94          | S 2.0     | 170 | Jolly Club           | Giorgio Pianta Eladio Doncel               | Lancia Fulvia HF        |              |
| 95          | S 2.0     | 171 |                      | Guy Gentis Bernard Poizat                  | Alpine 1440             |              |
| 96          | S 2.0     | 172 | Simca                | Bernard Fiorentino Lucien Berbery          | Simca XS                |              |
| 97          | S 2.0     | 174 | Christian Poirot     | Christian Poirot Jean-Pierre Jaussaud      | Porsche 910             |              |
| 98          | S 2.0     | 176 |                      | Robert Dutoit Noël van Assche              | Porsche 904 GTS         |              |
| 99          | P 2.0     | 178 |                      | Claude Larrieu Leon Peyresaubes            | Porsche 906             |              |
| 100         | P 2.0     | 182 |                      | Raymond Touroul Pierre Pagani              | Porsche 904 GTS         |              |
| 101         | P 2.0     | 183 | Wicky Racing Team    | Henri Balas Bob Neyret                     | Porsche 910             |              |
| 102         | P + 2.0   | 191 |                      | Roger Barbara Alain Carpentier             | Triumph TR6             |              |
| 103         | P + 2.0   | 192 | Scuderia Filipinetti | Jean-Pierre Rouget Jean Depret             | Ferrari 250LM           |              |
| 104         | S + 2.0   | 194 | Willie Green         | Willie Green John Davenport                | Ford GT40               |              |
| 105         | S + 2.0   | 196 | Ford France          | Michel Martin Eric Samon                   | Ford GT40               |              |
| 106         | GT 1.3    | 110 |                      |                                            | Alpine A110             |              |

### Nur in der Meldeliste
Hier finden sich Teams, Fahrer und Fahrzeuge, die ursprünglich für das Rennen gemeldet waren, aber aus den unterschiedlichsten Gründen daran nicht teilnahmen.
| Pos. | Klasse  | Nr. | Team  | Fahrer                                  | Chassis            |
| ---- | ------- | --- | ----- | --------------------------------------- | ------------------ |
| 107  | T 1.3   | 6   |       | Rumolo                                  | Renault            |
| 108  | T 2.0   | 32  |       | Michel Jullien J. Pellegrin             | BMW 2002           |
| 109  | T 2.0   | 34  |       | Maurice Damseaux E. Hermawn             | Alfa Romeo         |
| 110  | T + 2.0 | 37  |       | Annie de Montaigu                       | Ford Capri         |
| 111  | T + 2.0 | 43  |       | Henri Chemin                            | Plymouth Barracuda |
| 112  | T + 2.0 | 47  |       | Chris Tuerlinx Etienne Stalpaert        | Opel Commodore GS  |
| 113  | SpT 1.6 | 68  |       | Lionel Raudet Germaine Raudet           | Alfa Romeo GTA     |
| 114  | SpT 1.6 | 71  |       | Yvette Fontaine Gilbert Staepelaere     | Ford Escort TC     |
| 115  | GT 1.3  | 101 |       | Fosina Giordono                         | Bertone            |
| 116  | GT 1.3  | 102 |       | J. Jallot                               | Lombardi           |
| 117  | GT 2.0  | 110 |       | Jean-Claude Lefèbvre                    | Alpine A110 1300S  |
| 118  | GT 2.0  | 123 |       | Dan Margulies Rob Mackie                | Porsche 911T       |
| 119  | GT 2.0  | 127 |       | M. Gudlat H. Dehnelt                    | Porsche 911S       |
| 120  | GT 2.0  | 128 |       | Hughes de Fierlant Christian Delferrier | Porsche 911S       |
| 121  | GT 2.0  | 129 |       | Alain Clément J. P. Peche               | Porsche 911S       |
| 122  | P 2.0   | 173 |       | Guy Ligier                              | Ligier JS1         |
| 123  | P 2.0   | 175 |       | P. M. Barbaud Alain Boudier             | Porsche 904 GTS    |
| 124  | P 2.0   | 179 | SOFAR | François Cevert                         | Alfa Romeo T33/2   |
| 125  | P 2.0   | 180 | SOFAR | Mario Casoni                            | Alfa Romeo T33/2   |
| 126  | S + 2.0 | 195 |       | J. Fontes Willy                         | Ford GT40          |
| 127  | P + 2.0 | 197 |       | “Wilfrid” B. Devaux                     | Ford Mustang       |
| 128  | S + 2.0 | 198 |       | Edmond Meert “Diego”                    | Ford GT40          |

### Klassensieger
| Klasse    | Fahrer                  | Fahrer              | Fahrzeug           | Platzierung im Gesamtklassement |
| --------- | ----------------------- | ------------------- | ------------------ | ------------------------------- |
| P + 2.0   | Roger Lamoral           | Jacques Savoye      | Morgan Plus 8      | Rang 17                         |
| P 2.0     | Gérard Larrousse        | Maurice Gélin       | Porsche 911R       | Gesamtsieg                      |
| P 1.3     | J. P. Hoepfner          | Pierre Soukry       | Alpine             | Rang 15                         |
| SpT + 2.0 | Jean-François Piot      | José Behra          | Ford Capri 2300 RS | Rang 6                          |
| SpT 2.0   | Guy Chasseuil           | Christian Baron     | Porsche 911        | Rang 3                          |
| SpT 1.6   | Guy Verrier             | N. Pompannon        | Alfa Romeo GTA     | Rang 8                          |
| SpT 1.3   | Paddy Hopkirk           | T. Nash             | Mini Cooper S      | Rang 14                         |
| S + 2.0   | kein Teilnehmer im Ziel |                     |                    |                                 |
| S 1.3     | kein Teilnehmer im Ziel |                     |                    |                                 |
| TS 2.0    | J. Lemaître             | Henry Cherruy       | Porsche 911        | Rang 20                         |
| TS 1.6    | Nadine Chevalley        | Colette Burlet      | BMW 1600 TI        | Rang 40                         |
| TS 1.3    | kein Teilnehmer im Ziel |                     |                    |                                 |
| T + 2.0   | Marie-Claude Charmasson | Michele Dubos       | Chevrolet Camaro   | Rang 11                         |
| T 2.0     | Nicolas Koob            | O. Kridel           | BMW 2002           | Rang 22                         |
| T 1.6     | Alain Junguenet         | Desagnat            | Alfa Romeo GTV     | Rang 26                         |
| T 1.3     | Julien Vernaeve         | I. Michielsen       | Mini Cooper S      | Rang 24                         |
| GT 850    | Jean Mésange            | Peurey              | Fiat 850S          | Rang 46                         |
| GT + 2.0  | Henri Greder            | André Vigneron      | Chevrolet Corvette | Rang 2                          |
| GT 2.0    | Claude Ballot-Léna      | Jean-Claude Morénas | Porsche 911T       | Rang 4                          |
| GT 1.3    | Jean Maurin             | René N'Guyen Du     | Alpine A110 1300S  | Rang 9                          |

### Renndaten
- Gemeldet: 128
- Gestartet: 106
- Gewertet: 49
- Rennklassen: 21
- Zuschauer: unbekannt
- Wetter am Renntag: unbekannt
- Streckenlänge: unbekannt
- Fahrzeit des Siegerteams: unbekannt
- Gesamtrunden des Siegerteams: keine
- Gesamtdistanz des Siegerteams: 4936,000 km
- Siegerschnitt: unbekannt
- Pole Position: keine
- Schnellste Rennrunde: keine
- Rennserie: zählte zu keiner Rennserie